# Municipio de East Brunswick (Pensilvania)
El municipio de East Brunswick (en inglés: East Brunswick Township) es un municipio ubicado en el condado de Schuylkill en el estado estadounidense de Pensilvania. En el año 2000 tenía una población de 1.601 habitantes y una densidad poblacional de 20 personas por km².

## Geografía
El municipio de East Brunswick se encuentra ubicado en las coordenadas 40°40′48″N 75°56′59″O / 40.68000, -75.94972.

## Demografía
Según la Oficina del Censo en 2000 los ingresos medios por hogar en la localidad eran de $39,821 y los ingresos medios por familia eran $45,893. Los hombres tenían unos ingresos medios de $33,194 frente a los $22,679 para las mujeres. La renta per cápita para la localidad era de $19,737. Alrededor del 5,0% de la población estaban por debajo del umbral de pobreza.